# Peter Paziorek

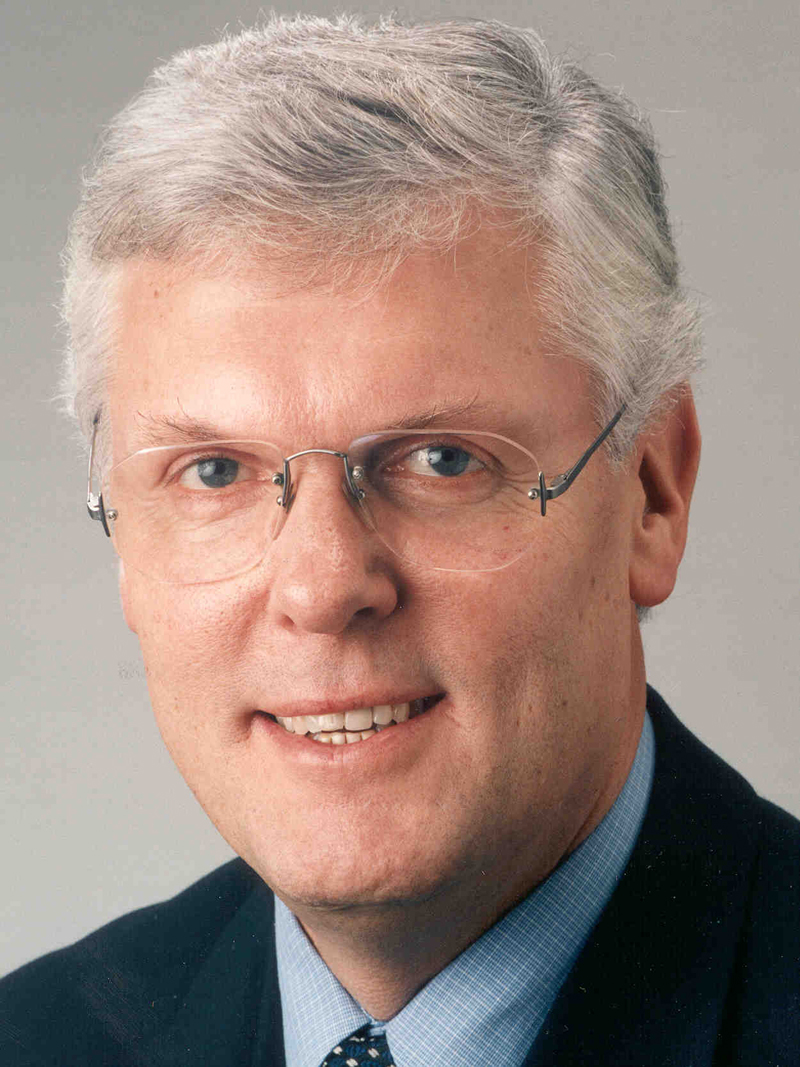
Peter Paziorek

Peter Paul Paziorek (* 29. Mai 1948 in Gelsenkirchen-Buer) ist ein deutscher Politiker (CDU). Er war von 2005 bis 2007 Parlamentarischer Staatssekretär beim Bundesminister für Ernährung, Landwirtschaft und Verbraucherschutz und von 2007 bis 2011 Regierungspräsident des Regierungsbezirks Münster.

## Leben

### Herkunft und Ausbildung
Nach dem Besuch der Realschule wechselte Paziorek an das Schalker Gymnasium und bestand hier 1968 das Abitur. Anschließend absolvierte er ein Studium der Rechtswissenschaft an der Ruhr-Universität Bochum, das er mit dem ersten Staatsexamen beendete. Nach dem Referendariat legte er 1976 auch das zweite Staatsexamen ab. Im selben Jahr trat er als Stadtrechtsrat zur Anstellung in den Dienst der Stadt Krefeld ein.

### Berufliche Laufbahn
1979 wechselte er als Referent zur Kommunalpolitischen Vereinigung der CDU Nordrhein-Westfalen. Schon ein Jahr später wurde er Stadtdirektor von Breckerfeld. 1983 wurde er mit der Arbeit Mittelbare und unmittelbare Wahl der Landschaftsversammlung in Nordrhein-Westfalen an der Universität Bielefeld zum Dr. jur. promoviert. Paziorek war anschließend von 1983 bis 1990 Stadtdirektor seiner Heimatstadt Beckum.

### Weitere Mitgliedschaften und Engagements
Paziorek spielte in den 1970ern für die BG Eurovia Buer, die in der Saison 1970/71 der Basketball-Bundesliga angehörte und 1974 mit der Basketballabteilung des FC Schalke 04 fusionierte. Er war von 1994 bis Januar 2006 Mitglied des Aufsichtsrates des FC Schalke 04 und von 2007 bis 2013 Mitglied des Ehrenrates. Im Sommer 2013 wurde er in das Ehrenpräsidium des Vereins gewählt.
Seit März 2009 ist er Mitglied im Stiftungsrat der Stiftung Künstlerdorf Schöppingen.

### Persönliches
Peter Paziorek ist verheiratet und hat zwei Kinder.

## Politisches Wirken

### Partei
1968 wurde Paziorek Mitglied der CDU und 1969 auch der Jungen Union. Von 1969 bis 1974 war er Kreisvorsitzender der Jungen Union Gelsenkirchen. Von 1990 bis 2003 war er stellvertretender Vorsitzender des CDU-Bezirksverbandes Münsterland. Seit 2000 gehört Paziorek dem Landesvorstand der CDU in Nordrhein-Westfalen an und ist seit 2005 auch stellvertretender Landesvorsitzender. Seit 1996 ist Paziorek zudem NRW-Landesvorsitzender der CDU-Gliederung OMV.

### Abgeordneter
Paziorek war von 1990 bis zum 31. August 2007 Mitglied des Deutschen Bundestages. Hier war er von 2000 bis 2005 Vorsitzender der Arbeitsgruppe Umwelt, Naturschutz und Reaktorsicherheit und gleichzeitig umweltpolitischer Sprecher der CDU/CSU-Bundestagsfraktion. Sein Mandat legte er aufgrund der Ernennung zum Regierungspräsidenten von Münster nieder.
Peter Paziorek ist stets als direkt gewählter Abgeordneter des Wahlkreises Warendorf in den Bundestag eingezogen. Bei der Bundestagswahl 2005 erreichte er hier 50,3 % der Erststimmen.

### Öffentliche Ämter
Am 23. November 2005 wurde Paziorek als Parlamentarischer Staatssekretär beim Bundesminister für Ernährung, Landwirtschaft und Verbraucherschutz in die von Bundeskanzlerin Angela Merkel geführte Bundesregierung berufen. Am 5. Juni 2007 beschloss das nordrhein-westfälische Landeskabinett, ihn zum 1. September 2007 als Nachfolger von Jörg Twenhöven zum Regierungspräsidenten von Münster zu berufen. Paziorek trat am 29. Mai 2011 aus persönlichen Gründen vorzeitig in den Ruhestand.
Am. 6. Juli 2020 hat Peter Paziorek das Bundesverdienstkreuz am Bande erhalten.

## Kabinett
- Kabinett Merkel I